# روابط اسرائیل و ایالات متحده آمریکا
روابط اسرائیل و ایالات متحده آمریکا عامل مهمی در سیاست کلی دولت ایالات متحده آمریکا در خاورمیانه است و کنگره ایالات متحده آمریکا نیز تأکید قابل توجهی بر حفظ رابطه‌ای نزدیک با اسرائیل داشته‌است.
حمایت اصلی کنگره از اسرائیل بیش از همه به صورت کمک خارجی بوده‌است. از سال ۱۹۸۵ کنگره سالی نزدیک به ۳ میلیارد دلار به اسرائیل پرداخت کرده‌است و اسرائیل بزرگترین دریافت کنندهٔ کمک سالیانه از آمریکا از ۱۹۷۶ تا ۲۰۰۴ و بزرگترین دریافت‌کننده تجمعی کمک (۱۲۱ میلیارد دلار بدون در نظرگیری تورم) از جنگ جهانی دوم بوده‌است. بر اساس نظر استیفن والت (از دانشگاه هاروارد) و جان میرشایمر (از دانشگاه شیکاگو) که هر دو یهودی و از سرشناس‌ترین متخصصان روابط بین‌الملل آمریکا هستند هم‌اکنون مهم‌ترین عامل نفوذ اسرائیل را در تعیین سیاست خارجی آمریکا کمیته روابط عمومی آمریکا و اسرائیل است که بطور فعال سیاست خارجی آمریکا را در جهت حمایت از اسرائیل شکل می‌دهد.
اما رابطه میان آمریکا و اسرائیل همیشه گرم نبوده و آمریکا از آن کشور حمایت بی قید و شرط نمی‌کرده‌است .

## پس از تشکیل اسرائیل (۱۹۴۸) تا جنگ ۱۹۶۷

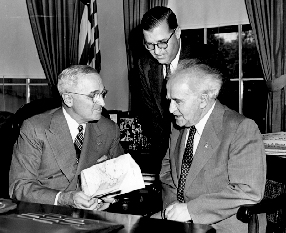
از چپ: هری ترومن، عباس اِبان و داوید بن گوریون به تاریخ ۸ می ۱۹۵۱

در ۲۰ سال نخست بعد از تأسیس اسرائیل فرانسوی‌ها مهم‌ترین تأمین‌کننده اسلحه اسرائیل بودند. همچنین مهندسان فرانسوی بودند که رآکتور هسته‌ای برای اسرائیل ساختند و به آن کشور در ساخت بمب هسته ای کمک کردند. اما این وضعیت یکباره با وقوع جنگ شش روزه اعراب و اسرائیل در سال ۱۹۶۷ و دستور ژنرال دوگل رئیس‌جمهور فرانسه در مورد تحریم فروش اسلحه به کل منطقه، دگرگون شد.

## بازدید از مراکز هسته ای اسرائیل
جان اف. کندی رئیس‌جمهور آمریکا قبل از جنگ ۱۹۶۷ از دولت اسرائیل خواسته بود که اجازه دهد بازرسان آن کشور از مرکز اتمی اسرائیل در دیمونا بازدید کنند. اما اسرائیل به آمریکایی‌ها امکان بازدید از بخش بازیافت پلوتونیوم که در ساخت بمب هسته ای به کار می‌رود را نداد. به عبارت دیگر رابطه آن دو کشور تا این حد نزدیک نبود که اسرائیل اجازه دهد آمریکا در جریان فعالیت‌های هسته ای اش قرار بگیرد.

## جنگ کانال سوئز ۱۹۵۶
در سال ۱۹۵۶ پس از اعلام ملی کردن کانال سوئز توسط جمال عبدالناصر، رئیس‌جمهور وقت مصر، نیروهای اسرائیل به کمک ارتش فرانسه و بریتانیا به مصر حمله کردند. در واکنش، دوایت آیزنهاور هر سه کشور را، در صورت ادامه عملیات نظامی، به تحریم اقتصادی تهدید کرد که نهایتاً موجب عقب‌نشینی نیروهای سه کشور شد.

## جنگ سرد

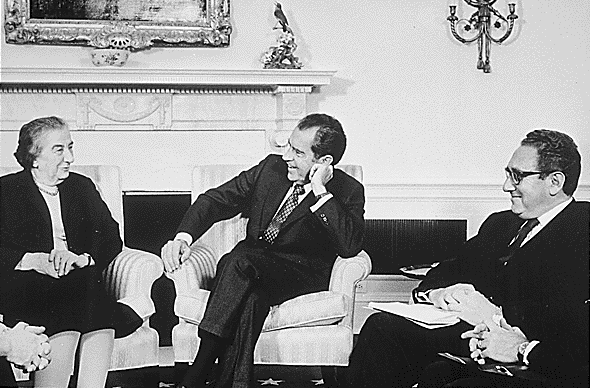
از راست: هنری کیسینجر، ریچارد نیکسون و گلدا مئیر در دفتر بیضی به تاریخ ۱ می ۱۹۷۳

در اوج جنگ سرد، با ترک اسرائیل به عنوان یک شریک سیاسی توسط فرانسه، آمریکا به اسرائیل به عنوان یک شریک استراتژیک در منطقه نگاه می‌کرد که با گسترش نفوذ شوروی مقابله کند، به خصوص که کشورهای مصر و سوریه به وضوح به بلوک شرق متمایل شده بودند.

## پس از جنگ سرد
فروپاشی کمونیسم اولین تَرَک‌ها را در راهبردی بودن و ماندگاری همکاری آمریکا و اسرائیل ایجاد کرد. با این حال، در آغاز دهه ۱۹۹۰ لابی پرقدرت کمیته روابط عمومی آمریکا و اسرائیل وارد مناسبات دو کشور شد.

## دولت جرج دابلیو. اچ. بوش (۱۹۸۹–۱۹۹۳)

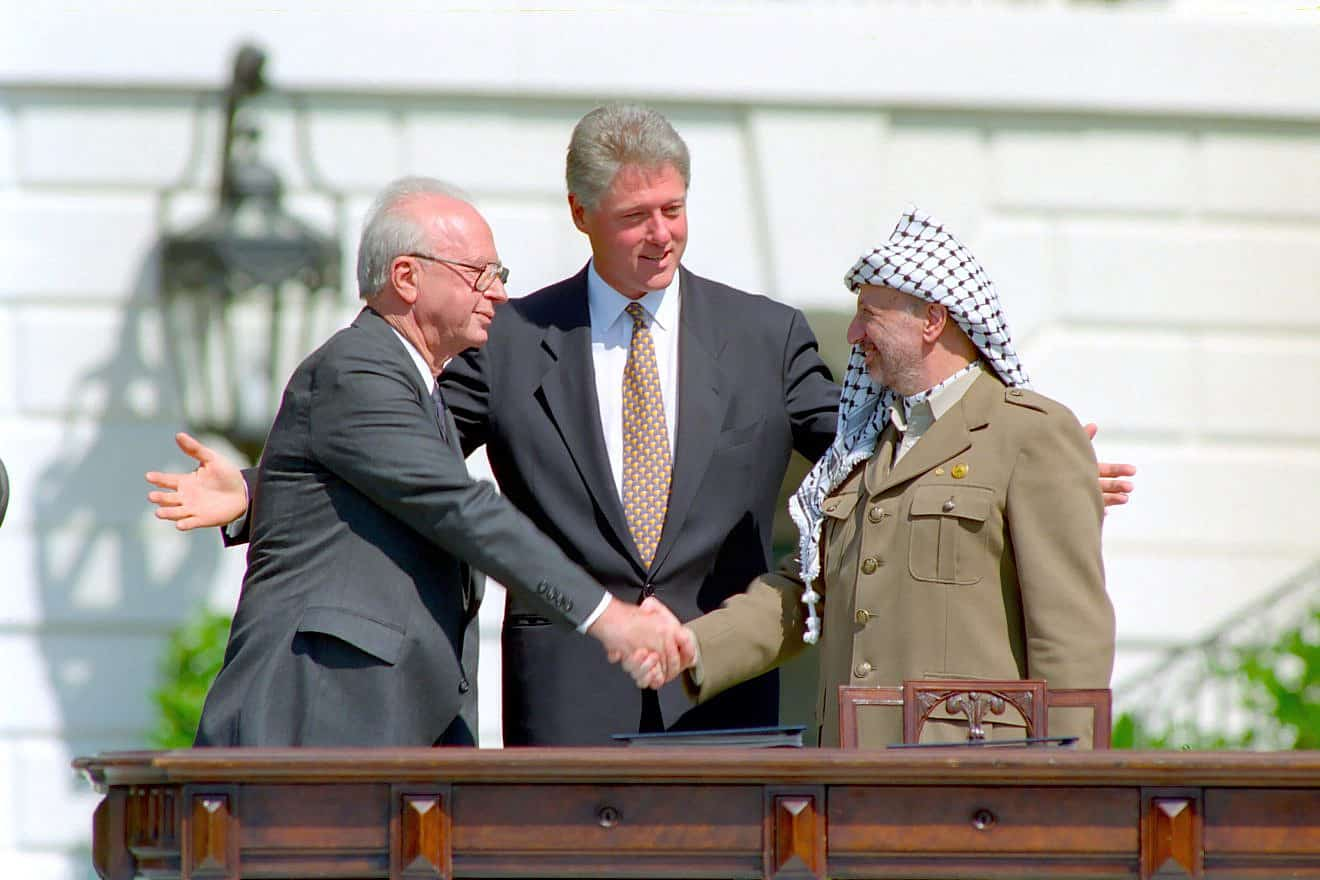
اسحاق رابین، بیل کلینتون و یاسر عرفات پس از مذاکرات اسلو در کاخ سفید به تاریخ ۱۳ سپتامبر ۱۹۹۳

جیمز بیکر وزیر امور خارجه ایالات متحده آمریکا، در ۲۲ مه ۱۹۸۹ به کمیته روابط عمومی آمریکا و اسرائیل گفت که اسرائیل باید «سیاست‌های توسعه طلبانه ی» خود را خاتمه دهد، پیامی که بسیاری آن را به معنای اتمام دورهٔ نسبتاً حامی اسرائیل رونالد ریگان دانستند. رئیس‌جمهور جرج هربرت واکر بوش با اراضی اشغالی خواندن بیت‌المقدس شرقی و گفتن این که این شهر آن طور که اسرائیل ادعا می‌کند بخشی از منطقه تحت حاکمیت اسرائیل نیست، در یک کنفرانس مطبوعاتی در ۳ مارس ۱۹۹۱ خشم دولت لیکود را برانگیخت. اسرائیل در ۱۹۸۰ اورشلیم شرقی را ضمیمه خاک خود کرده بود. اقدامی که توسط هیچ کشوری به رسمیت شناخته نشد. آمریکا و اسرائیل بر سر تفسیر اسرائیل از برنامهٔ اسرائیل برای برگزاری انتخابات در خصوص یک کنفرانس صلح فلسطین در تابستان ۱۹۸۹ و نیز بر سر نیاز به تحقیق در خصوص واقعه ۸ اکتبر ۱۹۹۰ که در جریان آن پلیس اسرائیل ۱۷ فلسطینی را کشت اختلاف داشتند.
در جریان جنگ خلیج فارس و تهدیدهای عراق علیه اسرائیل، رئیس‌جمهور بوش تعهد آمریکا نسبت به امنیت اسرائیل را تکرار کرد و روابط این دو کشور پس از آغاز جنگ خلیج فارس بهبود یافت.